# Ryska superligan i ishockey
Ryska superligan i ishockey (ryska: Профессиональная Хоккейная Лига) var tidigare den högsta divisionen i rysk ishockey, och ansågs vara den bästa ishockeyligan i världen efter NHL. Superligan grundades inför säsongen 1996/1997 och var en del av den ryska proffsligan som var uppdelad i två divisioner: Superligan och Vysshaya Liga (primärligan). Inför säsongen 2008/2009 upphörde ligan att existera, och ersattes av Kontinental Hockey League (KHL).

## Historia
Superligan har sina rötter i den gamla Sovjetiska ligan som grundades 1946. Under Sovjettiden dominerades rysk ishockey av den Röda armé-anslutna klubben CSKA Moskva som vann det sovjetiska mästerskapet 32 gånger under 46 säsonger. När Sovjetunionen upplöstes 1991 lades ishockeyligan ned men fortsatte att spelas under olika namn. 1996 startades den Ryska superligan.

## Klubbar (2007/2008)
Säsongen 2007/2008 deltog 20 lag i Superligan, de sexton främsta nådde spel om Ryska cupen. Samtliga lag anslöt till KHL påföljande säsong.
- Amur Chabarovsk
- Avangard Omsk
- AK Bars Kazan
- CSKA Moskva
- Dynamo Moskva
- Spartak Moskva
- Chimik Moskva Oblast
- Krylja Sovetov
- HK Lada Togliatti
- Lokomotiv Jaroslavl
- Metallurg Magnitogorsk
- Metallurg Novokuznetsk
- HK MVD Moskva Oblast
- Neftechimik Nizjnekamsk
- Salavat Julajev Ufa
- Severstal Tjerepovets
- HK Sibir Novosibirsk
- SKA Sankt Petersburg
- Traktor Tjeljabinsk
- Vitjaz Tjechov

## Ligavinnare

### Vinnare av ryska superligan
- 1997 - Lokomotiv Jaroslavl
- 1998 - Ak Bars Kazan (Ryska cupen — Metallurg Magnitogorsk)
- 1999 - Metallurg Magnitogorsk
- 2000 - Dynamo Moskva
- 2001 - Metallurg Magnitogorsk
- 2002 - Lokomotiv Jaroslavl
- 2003 - Lokomotiv Jaroslavl
- 2004 - Avangard Omsk
- 2005 - Dynamo Moskva
- 2006 - AK Bars Kazan
- 2007 - Metallurg Magnitogorsk
- 2008 - Salavat Julajev Ufa

## Datorspel
Lag från ligan förekommer i datorspelet NHL 09.